# Савойская капуста
Савойская капу́ста (Brāssica olerācea L. convar. capitāta var. sabaūda) — овощная культура, одна из разновидностей вида Капуста огородная. Относится к сортовой группе sabauda.
Савойская капуста, как и белокочанная, образует большие кочаны, но листья у неё тонкие, гофрированные, кочан рыхлый, неплотный. Существуют и листовые сорта савойской капусты. В Россию она была завезена из Западной Европы в XVII веке. В России савойская капуста не получила широкого распространения из-за небольшого срока хранения, сравнительно низкой урожайности (по сравнению с белокочанной) и неиспользуемости в квашении. 
Савойская капуста по сравнению с белокочанной меньше повреждается заморозками.
В Российский Государственный реестр селекционных достижений, допущенных к использованию в 2021 году, включено 24 сорта савойской капусты. 
Употребляется в пищу в свежем виде в салатах, её тушат, варят в супах, делают начинку для выпечки. 
По вкусовым качествам превосходит белокочанную, так как содержит меньше горчичных масел и грубых волокон, а благодаря содержанию спирта маннита кажется слаще. 
В 1957 году в савойской капусте (аналогично как и в прочих) было обнаружено вещество аскорбиген (связанная форма аскорбиновой кислоты), которое, расщепляясь в желудке, замедляет рост раковых опухолей.

## Сорта
- ранние сорта (созревают за 105—120 дней):
  - Венская ранняя
  - Юлиус 
  - Золотая ранняя
  - Мелисса
  - Вертус
  - Пирожковая
  - Петровна[6]
  - Нюша
- средние сорта (созревают за 120—135 дней):
  - Сфера
  - Крома
  - Тасмания
  - Вертю[7]
  - Голубцы[8]
- поздние сорта (созревают за 140 дней и более):
  - Аляска
  - Зимний деликатес
  - Кружевница[9]